# Ларрок (Тарн)
Ларро́к (фр. Larroque, окс. La Ròca) — коммуна во Франции, находится в регионе Юг — Пиренеи. Департамент — Тарн. Входит в состав кантона Виньобль и Бастид. Округ коммуны — Альби.
Код INSEE коммуны — 81136.

## География

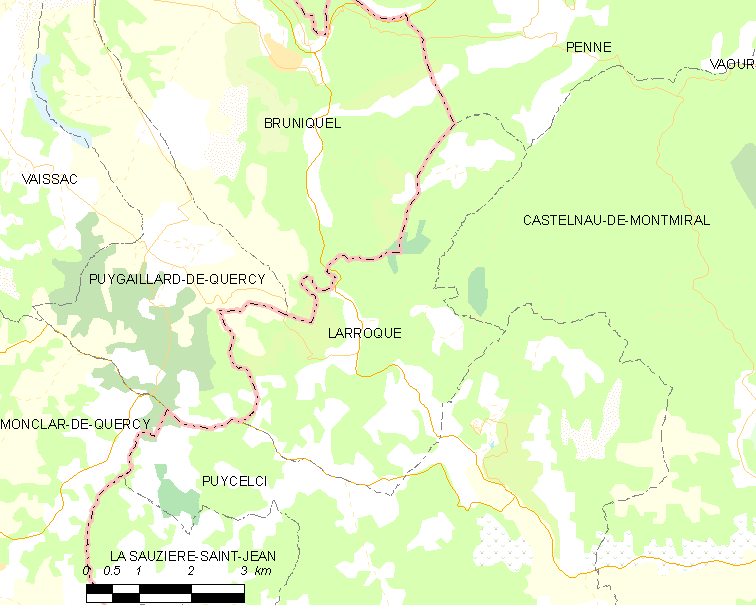
Карта коммуны

Коммуна расположена приблизительно в 550 км к югу от Парижа, в 50 км северо-восточнее Тулузы, в 38 км к западу от Альби.
По территории коммуны протекает река Вер.

## Климат
Климат умеренно-океанический. Зима мягкая и дождливая, лето жаркое с частыми грозами. Ветры довольно редки.

## Население
Население коммуны на 2010 год составляло 171 человек.
| 1962 | 1968 | 1975 | 1982 | 1990 | 1999 | 2010 |
| ---- | ---- | ---- | ---- | ---- | ---- | ---- |
| 200  | 159  | 141  | 121  | 129  | 122  | 171  |

## Экономика
В 2007 году среди 97 человек в трудоспособном возрасте (15—64 лет) 64 были экономически активными, 33 — неактивными (показатель активности — 66,0 %, в 1999 году было 68,1 %). Из 64 активных работали 55 человек (29 мужчин и 26 женщин), безработных было 9 (5 мужчин и 4 женщины). Среди 33 неактивных 3 человека были учениками или студентами, 12 — пенсионерами, 18 были неактивными по другим причинам.

## Достопримечательности
- Замок Вер[фр.] (XVIII век)